# Gherăești
Gherăești est une commune roumaine du județ de Neamț, dans la région historique de Moldavie et dans la région de développement du Nord-Est.

## Géographie
La commune de Gheraesti est située dans le nord-est du judet, à la limite avec le judet de Iasi, sur la rive gauche de la Moldova, à 18 km au nord-ouest de Roman et à 50 km au nord-est de Piatra Neamț, le chef-lieu du judet.
La municipalité est composée des trois villages suivants (population en 1992) :Gheraesti (4 765), siège de la municipalité ;
- Gheraestii Noi (618) ;
- Tețcani (822).

## Histoire
La première mention écrite du village date de 1499.

## Politique
| Période                                  | Période | Identité        | Étiquette     | Qualité |
| ---------------------------------------- | ------- | --------------- | ------------- | ------- |
| Les données manquantes sont à compléter. |         |                 |               |         |
|                                          | 2012    | Carol Bereșoaie | PDL, puis PNL |         |

| Parti | Parti                           | Sièges |
| ----- | ------------------------------- | ------ |
|       | Parti social-démocrate (PSD)    | 6      |
|       | Parti national libéral (PNL)    | 8      |
|       | Parti Mouvement populaire (PMP) | 1      |

## Religions
En 2002, la composition religieuse de la commune était la suivante :
- Catholiques romains, 88,98 % ;
- Chrétiens orthodoxes, 10,69 %.

## Démographie
En 2002, la commune comptait 6 389 Roumains soit la totalité de la population. On comptait à cette date 2 346 ménages et 2 206 logements.
| 1992  | 2002  | 2007  |
| ----- | ----- | ----- |
| 6 205 | 6 389 | 6 576 |

## Économie
L'économie de la commune repose sur l'agriculture (maïs, pomme de terre, blé, cultures maraîchères), l'élevage, l'extraction des graviers de la Moldova, la fabrication de meubles, les constructions métalliques.

## Communications

### Routes
Gheraesti est située sur la route nationale DN2 (Route européenne 85) Roman-Suceava.